# Mas d'en Porxo
Mas d'en Porxo és una masia fortificada amb una torre de defensa, del municipi de Pratdip (Baix Camp). Està protegida com a bé cultural d'interès local.

## Descripció
La torre és quadrada en angle sud-oest de 2,5 x 3,15 metres interior, amb un mur d'un gruix de 0,85 m. Consta de dos pisos d'alçada i planta baixa. L'obra és de paredat amb carreu als angles. Al pis alt no hi ha volta sinó sostre de fusta, per a la terrassa, construïda recentment per a substituir una teulada. Es va elevar una mica l'ampit.
La casa en forma de ela envolta en part la torre. L'obra és amb paredat i maó, sense massa interès. La torre resta aïllada, amb un mas al darrere, el qual va cremar-se construint-se la casa. Al segon pis de la casa hi ha una calaixera del 1800 aproximadament. Va haver-hi a la torre un sistema de pujada com als pous, amb entrants corbs a la paret. Presenta un forat de comunicació des de la planta baixa al pis, ara tapiat, però que encara es pot veure.

## Història
La torre de defensa i la masia són medievals, però reformades. La terrassa de la torre fou construïda el 1978.